# Касумов, Маис Алекпер оглы
Маис Алекпер оглы Касумов (азерб. Mayis Ələkbər oğlu Qasımov) — азербайджанский биолог, доктор биологических наук (1998), профессор.

## Биография
Маис Касумов родился 6 июня 1939 года в городе Нахичевань Азербайджанской ССР. Окончил биологический факультет Азербайджанского государственного университета. Защитил докторскую диссертацию по специальности 03.00.05 — ботаника. В настоящее время М. Касумов — ведущий научный сотрудник Института Ботаники при НАНА.

## Научная деятельность
М. Касумов разработал научные основы рационального использования красильных растений Азербайджана для нужд ковровой, пищевой и легкой промышленности.
В 1974 году за проявленные научно-практические результаты М. Касумов получил звание лауреата премии имени Ленинского комсомола в области техники и производства и удостоверение № 118 от 09-04-1987, диплом ВДНХ СССР, был награждён золотой медалью ВДНХ СССР.
М. Касумов — автор более 110 научных трудов, 1 монографии, около 11 авторских свидетельств и патентов.

### Некоторые научные работы
- Красильные растения Азербайджана. — Баку: Азернешр, 1987. — 112 с.
- Некоторые дикорастущие красильные растения Азербайджана и перспективы их использования в народном хозяйстве // Растительные ресурсы. — 1971. — Вып. 4. — С. 539-547.
- Новые источники растительного сырья для получения желтого пищевого красителя // Докл. АН Аз.ССР. — 1990. — Т. 46, № 8–9. — С. 60–63.
- Новые пищевые красители // Пищевая промышленность. — 1991. — № 12. — С. 75–77.
- Флористический анализ красильных растений Азербайджана // Доклады АН Азербайджана. — 1995–1996. — Т. 51–52. — С. 128–140.